# Sargon I.
Sargon I. (između 2000. i 1850. pr. Kr.) bio je vladar Asirije u vrijeme drevnog Akada.
Njegovo ime (asir. Šaru kin) znači »pravi kralj«, a o njegovoj se vladavini zna vrlo malo. Vladao je u doba kad je Asirija imala svoje trgovačke kolonije po Maloj Aziji, a u jednoj od njih, u današnjem mjestu Kültepe u Turskoj, a drevnom Kanišu u Kapadociji, nađen je bogati arhiv s više tisuća pisama na klinopisu iz grada-države Ašura. Iz njih se podosta može saznati o tadašnjem životu i, posebice, o gospodarskim djelatnostima.
Zbog udaljenosti kolonija i utjecaja Ašura na njih, pretpostavlja se da je u doba Sargona I. Asirija bila na jednom od vrhunaca svoje moći, a Sargon je očito bio u stanju jamčiti sigurnost putova.
O točnom razdoblju njegove vladavine izvori se ne slažu. Encyclopaedia Britannica navodi da je to bilo oko 1850. pr. Kr., a Anchor Bible Dictionary oko 2000. pr. Kr.